# 安居神社
安居神社（やすいじんじゃ）は、大阪市天王寺区にある神社。旧社格は村社。安居天満宮、安井神社ともいう。真田信繁が討死した地である。

## 歴史
創建年は不詳であるが、当社は少彦名神が祭られており、天慶5年（942年）から菅原道真が祭られるようになったと伝えられている。菅原道真が大宰府に流されるときに、風待ちのために休息（安井）をとったためにその名がついたという伝承がある。また、四天王寺の僧が当社で夏安居を行っていたので安居となったともいう。
慶長20年（1615年）の大坂夏の陣の時、当社で真田信繁が討死している。
江戸時代、大丸の創業者である下村彦右衛門正啓がよく信仰していたことから「大丸天神」と称されることがある。
明治時代になると村社に列せられている。
1945年（昭和20年）3月13日・14日に行われた第1回大阪大空襲により全焼するが、戦後に復興した。
明治時代に書かれた『大阪けんぶつ』では、当社は菅原道真ではなく少彦名神を祀る神社であり、道真が休んだから「安居」となり、近くに天王寺七名水の井戸があることから「安井」となったと伝えられるが、考証がないため信じられない、としている。境内には桜や萩などがあり、茶店もあって見晴らしがよく、遊客も多かったという。摂津名所図会、浪速名所図絵でも花見の名所として選ばれている。

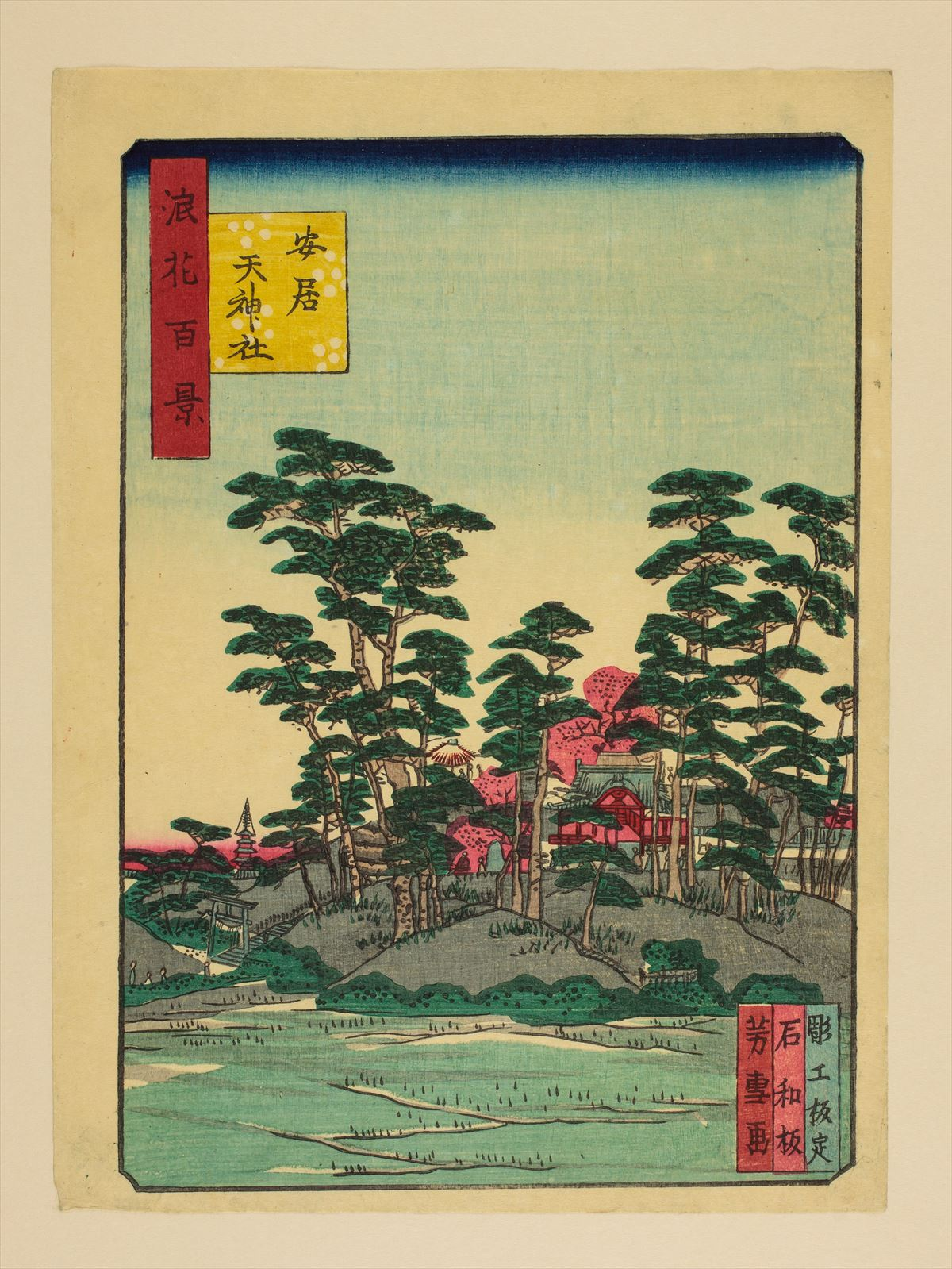
安居天神社 (浪花百景)
1800年代。南粋亭芳雪/画

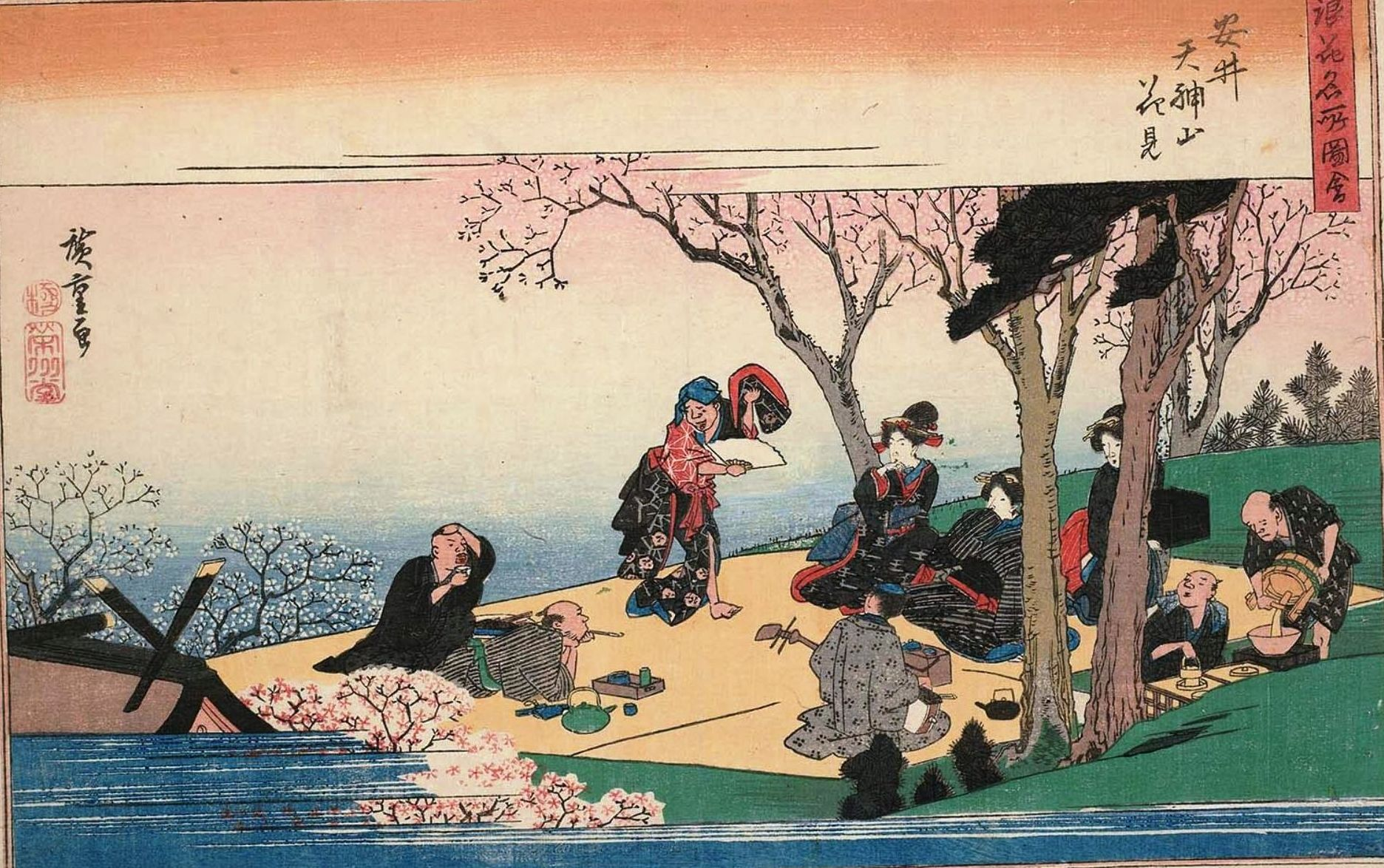
桜の名所でもあった。広重「浪速名所図絵　安井天神山花見」

当社は上方落語の「天神山」の噺の舞台としても登場する。同じく登場する一心寺とは国道25号を挟んで向かい合わせにある。

## 祭神
- 主祭神 - 菅原道真、少彦名神

## 境内
- 本殿
- 拝殿
- 稲荷神社
- 金山彦神社
- 社務所
- 安居の清水（かんしずめの井）の跡 - 天王寺七名水のひとつ。
- 真田信繁像
- 真田幸村戦死跡之碑
- さなだ松（2代目）

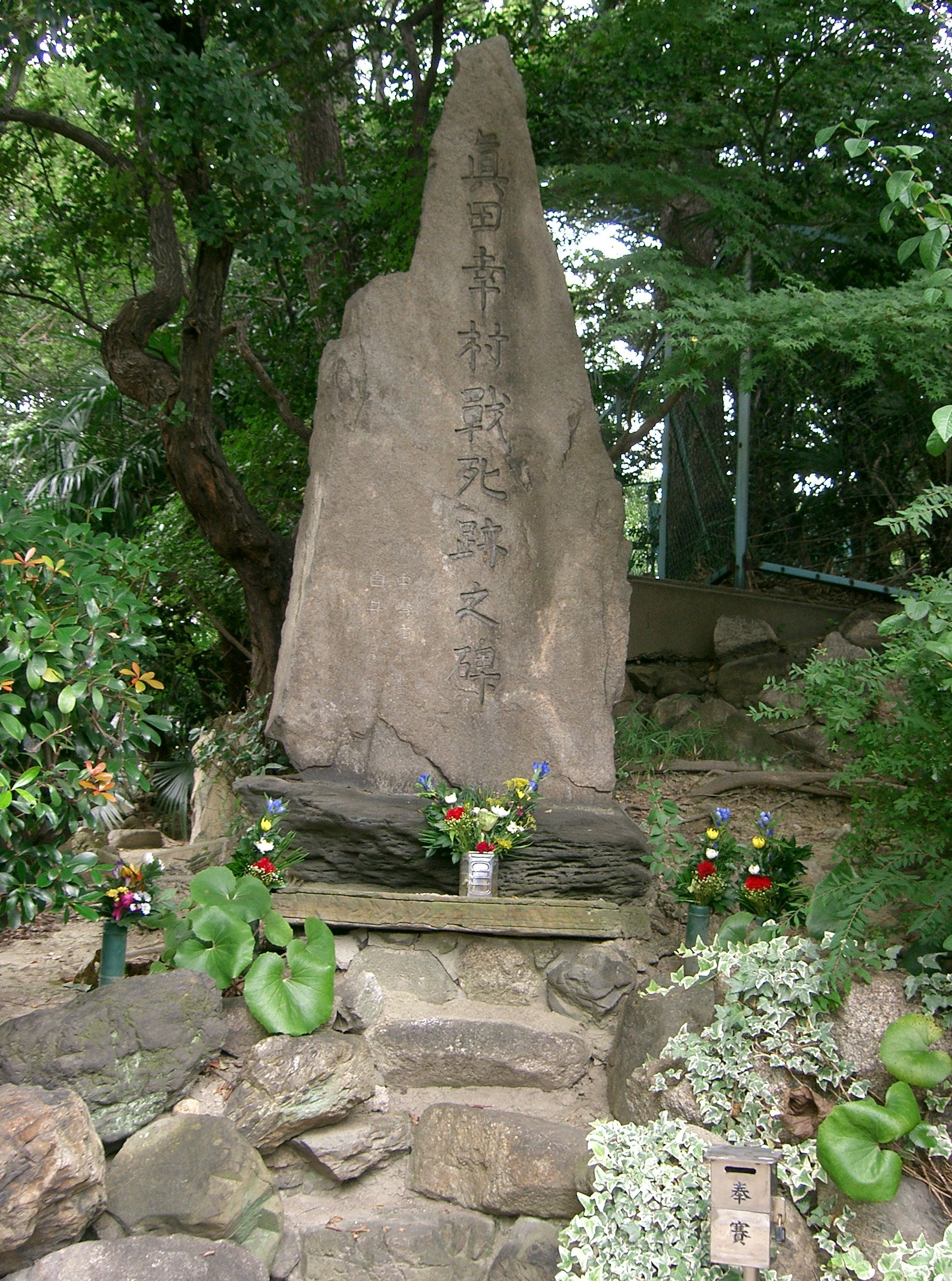
境内の真田幸村戦死跡之碑
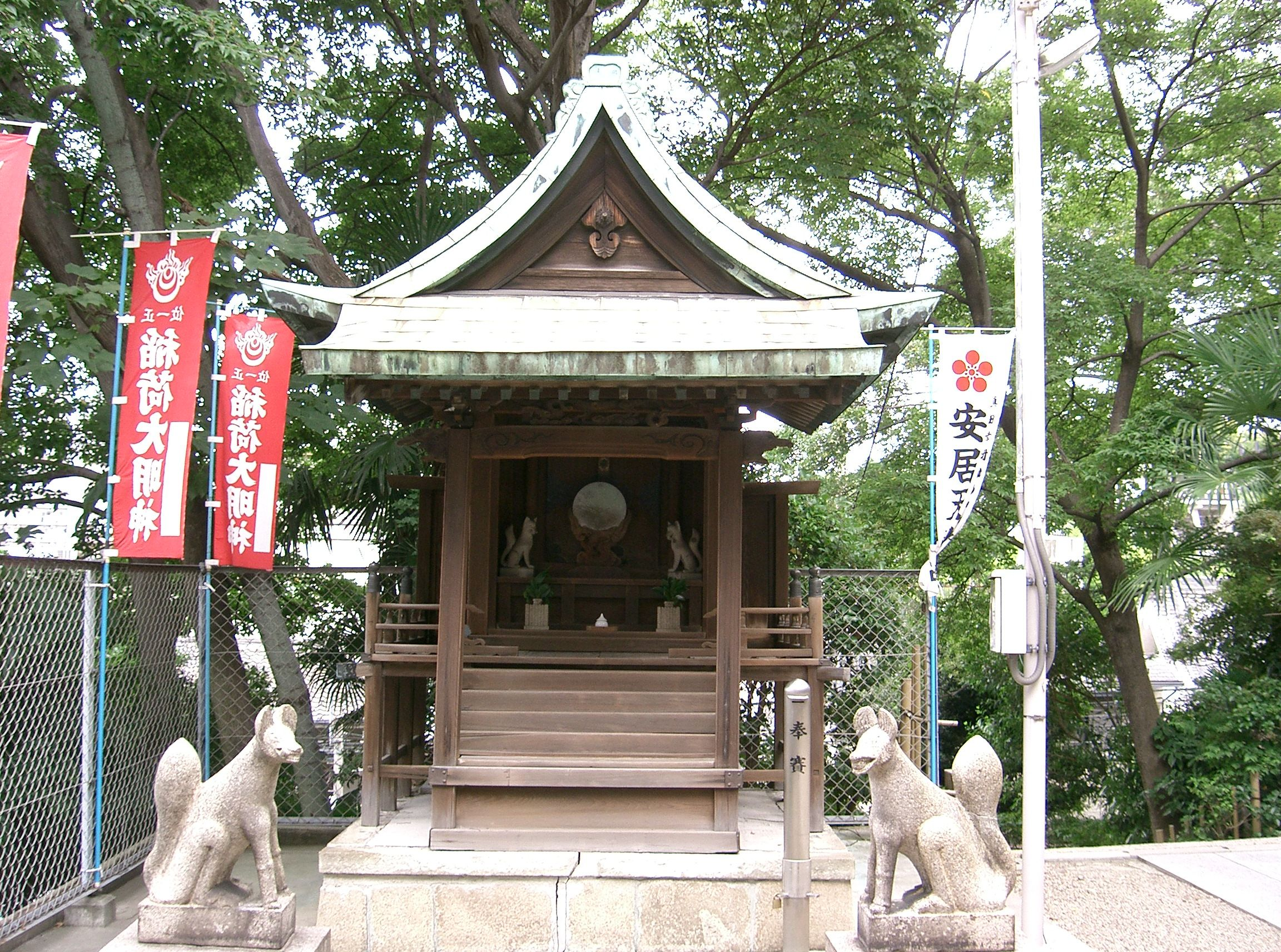
稲荷神社（摂社）
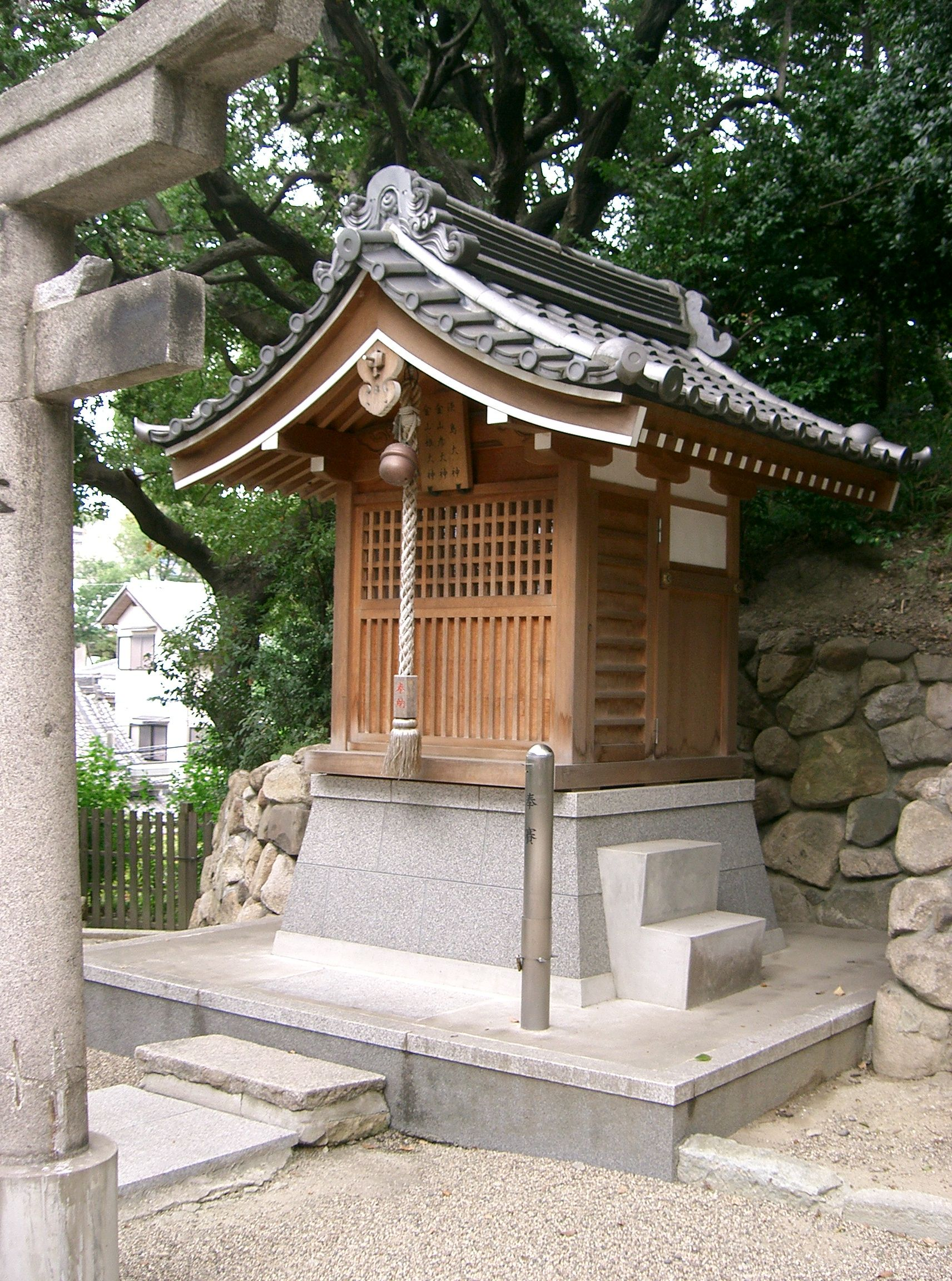
金山彦神社（摂社）

## 現地情報
- 神職は常住していない。参拝は7:00 - 16:00の間可能となっており、時間外は門が閉鎖されて境内に立ち入ることが出来ない。

所在地
- 大阪府大阪市天王寺区逢阪1-3-24

交通アクセス
- 最寄駅：大阪メトロ谷町線四天王寺前夕陽ヶ丘駅下車後、徒歩約6分